# Pro 2
Acasa, dříve Pro 2, je rumunská televizní stanice. Provozuje ji Central European Media Enterprises a je věnována telenovelám, rodinným filmům, zpravodajství, talk show, seriálům či zábavě.